# Tit Sexti
|  | Per a altres significats, vegeu «Tit Sexti (desambiguació)». |

Tit Sexti (en llatí: Titus Sextius) va ser un militar romà que va viure en el segle i aC. Formava part de la gens Sèxtia, una gens romana d'origen plebeu.
Va ser llegat de Juli Cèsar a la Gàl·lia Transalpina i va prendre part activa en la campanya contra Vercingetòrix l'any 52 aC. Va passar l'hivern amb la Legió XIII Gemina al territori dels gals bitúriges.
A la mort de Juli Cèsar l'any 44 aC governava la província de Numídia o Àfrica Nova, i Quint Cornifici governava l'Àfrica Vella. Els dos governadors es van enfrontar en guerra oberta: Cornifici per Octavià (August) i Sexti per Marc Antoni. Sembla que Sexti va ordenar a Cornifici d'evacuar la província i quan aquest s'hi va negar, Sexti el va atacar. Encara que inicialment va ser rebutjat, finalment va aconseguir derrotar Cornifici, que va morir, i així va reunir les dues províncies.
Després de la batalla de Filipos, Octavià va obtenir la província de l'Àfrica (la Nova) i Sexti va rebre l'orde d'entregar el govern a Gai Fufici Fangó, llegat d'Octavià. Sexti va obeir, però va conservar la Vella Àfrica. En esclatar la guerra de Perusa va rebre orde de Fúlvia i Luci Antoni d'ocupar la Nova Àfrica: va atacar i derrotar Fangó, empenyent-lo cap a les muntanyes, on finalment es va suïcidar. Amb això Sexti va assolir altre cop el govern de les dues províncies. No les va conservar gaire temps, car poc després aquestes províncies van ser cedides a Lèpid com el seu domini territorial, i hi va desembarcar amb sis legions. Sexti, que no podia fer front a tanta força, va lliurar el govern al triumvir sense lluita.
El seu fill fou anomenat Tit Sexti Africà en referència a les gestes militars del pare. La seva neta Sèxtia, filla de Sexti Africà, es va casar primer amb Mamerc Emili Escaure, senador i poeta, i posteriorment amb Luci Corneli Sul·la, cònsol l'any 5 aC i descendent del dictador Sul·la. Un germà de Sèxtia també net de Tit Sexti fou pare d'una altra Sèxtia, mare de Plauci Laterà, i de cert Tit Sexti Africà,[fr] pare de Tit Sexti Africà (cònsol el 59 dC) i ancestre de tota una nissaga de cònsols.